# Crosio della Valle
Crosio della Valle là một đô thị ở tỉnh Varese trong vùng Lombardia, có cự ly khoảng 45 km về phía tây bắc của Milan và khoảng 5 km southvề phía tây của Varese. Tại thời điểm ngày 31 tháng 12 năm 2004, đô thị này có dân số 604 người và diện tích là 1,5 km².
Crosio della Valle giáp các đô thị: Azzate, Casale Litta, Daverio, Mornago, Sumirago.